# Cyperus holoschoenus
Cyperus holoschoenus är en halvgräsart som beskrevs av Robert Brown. Cyperus holoschoenus ingår i släktet papyrusar, och familjen halvgräs. Inga underarter finns listade i Catalogue of Life.